# Volkmar von Arnim

Volkmar von Arnim, um 1898

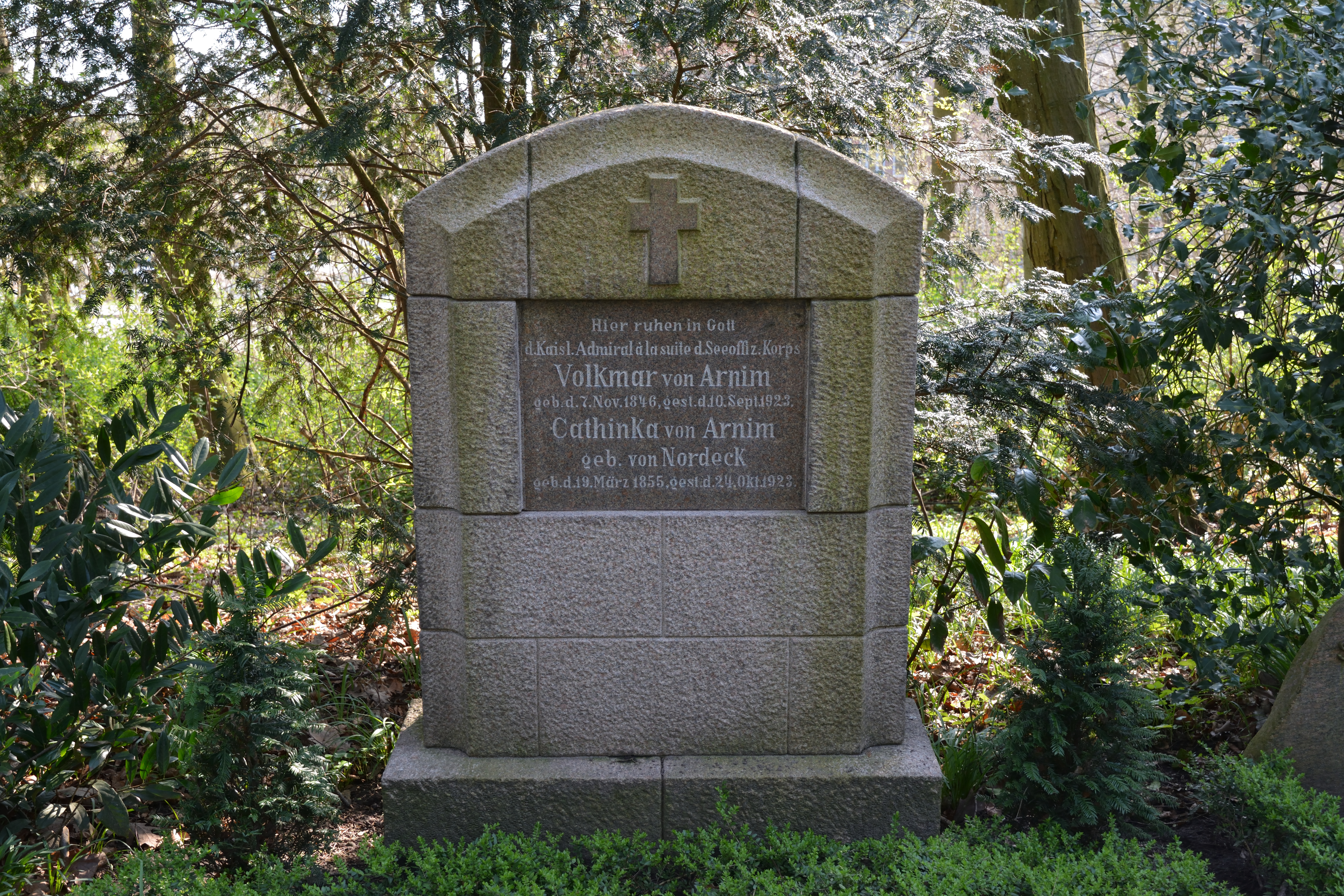
Grab auf dem Nordfriedhof Kiel

Volkmar Otto Erdmann von Arnim (* 7. November 1847 in Sager, Kreis Belgard; † 10. September 1923 in Kiel) war ein deutscher Admiral.

## Leben

### Herkunft
Sein Großvater Ernst von Arnim (* 1792; † 1842) und der Vater Bernhard von Arnim (* 1819; † 1885) entstammen der von Arnim`schen Familienlinie Boitzenburg-Suckow-Nechlin und waren pommersche Gutsbesitzer auf Moitzelfitz bei Kolberg. Die Mutter Angelika war eine geborene von Lettow-Vorbeck, vom Rittergut Varchminshagen bei Köslin.

### Karriere
Am 15. Juni 1863 trat Arnim in die Preußische Marine ein. Auf den Schiffen Niobe, Nymphe und Arcona erhielt Arnim als Seekadett seine erste Ausbildung und nahm im Dänischen Krieg an dem Gefecht bei Rügen teil. Im Kriegsjahr 1870/71 erhielt er, ab 1870 als Oberleutnant zur See, das Kommando über ein französisches Kanonenboot auf der Seine. 1875 wurde er zum Kapitänleutnant befördert und wurde 1880 Assistent des Oberwerftdirektors der Kaiserlichen Werft in Kiel. Als Korvettenkapitän war er 1881 Kommandant der Nixe. 1882 kam er als stellvertretender Direktionsoffizier an die Marineakademie nach Kiel und wurde im Jahr darauf Kommandeur der 1. Abteilung der 1. Matrosendivision. Von April 1885 bis September 1885 war er Kommandant der Ariadne. Am 31. Januar 1889 wurde er Kapitän zur See.
Ende Mai 1889 wurde er zum Kommandanten der erneut in Dienst gestellten Kaiserlichen Yacht Hohenzollern (später Kaiseradler) ernannt und blieb dies mit Unterbrechungen durch Reduzierung der Mannschaft bis zur Außerdienststellung Oktober 1892. 1891 war er Flügeladjutant. Anfang April 1893 übernahm er die neu in Dienst gestellte Kaiserliche Yacht Hohenzollern und war erneut mit Unterbrechungen durch Reduzierung der Mannschaft bis September 1895 Kommandant des Schiffes. Am 15. September 1895 wurde er Konteradmiral. Ab Oktober 1895 war er Chef der II. Division des Manövergeschwaders und übernahm im Januar 1896 bis Oktober 1896 die II. Division im II. Geschwader. Anschließend wurde er Inspekteur der I. Marineinspektion und war zugleich im August/September 1897 Chef der IV. Division des II. Geschwaders. Ab Oktober 1897 war er bis November 1899 Inspekteur des Torpedowesens und übergab diese Dienststellung an Konteradmiral Conrad von Bodenhausen. Im Herbst 1899 wurde ihm die Inspektion des Bildungswesens der Marine übertragen. Bis März 1907 blieb er in dieser Kommandierung, war zeitgleich von November 1899 bis Februar 1900 Direktor der Marineakademie, von Juli 1900 bis September 1900 Chef des II. Geschwaders und dies erneut im August/September 1901. In diesen Stellungen wurde er am 18. Januar 1901 zum Vizeadmiral sowie am 22. Juni 1905 zum Admiral befördert. Von März 1907 bis September 1907 war er zur allerhöchsten Verfügung gesetzt. Am 17. September 1907 wurde Armin zur Disposition und gleichzeitig à la suite des Seeoffizierskorps gestellt.
Nach seiner Verabschiedung übernahm er den Vorstand des Kaiserlichen Yachtklubs in Kiel.

### Familie
Arnim war mit der Tochter der Sophie Duntze und des preußischen Generalmajors Heinrich von Nordeck, Kathinka von Nordeck (* 1855; † 1923), verheiratet. Aus der Ehe gingen fünf Kinder hervor. Der älteste Sohn Bernd von Arnim fiel im Februar 1917 während des Ersten Weltkriegs als Kommandant des Torpedobootes G 42. Der jüngste Sohn Volkmar jun. von Arnim starb 1927 bei einem Flugzeugabsturz. Eine Tochter war verheiratet mit dem Ministerialrat Karl Röbbelen im Wirtschaftsministerium, die andere Tochter Hedwig mit einem Verwandten, dem späteren Admiral Willy von Nordeck (1888–1956).

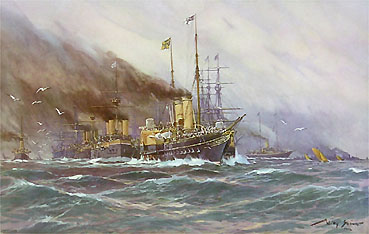
Die Yacht Hohenzollern. Gemälde von Willy Stöwer

## Auszeichnungen
- Großkreuz des Roten Adlerordens mit Eichenlaub[2]
- Kronenorden I. Klasse[2]
- Stern der Komture des Königlichen Hausordens von Hohenzollern[2]
- Preußisches Dienstauszeichnungskreuz[2]
- Ehrenkomtur des Fürstlichen Hausordens von Hohenzollern[2]
- Komtur II. Klasse des Ordens vom Zähringer Löwen[2]
- Komtur des Ordens der Wendischen Krone[2]
- Großkreuz des Greifenordens[2]
- Ehrenkomtur des Oldenburgischen Haus- und Verdienstordens des Herzogs Peter Friedrich Ludwig[2]
- Komtur II. Klasse des Albrechts-Ordens[2]
- Komtur II. Klasse des Herzoglich Sachsen-Ernestinischen Hausordens[2]
- Ehrenkreuz II. Klasse des Lippischen Hausordens[2]
- Ehrenkreuz von Schwarzburg II. Klasse[2]
- Komtur mit Stern des Ordens der Württembergischen Krone[2]
- Komtur II. Klasse des Friedrichs-Ordens[2]
- Großoffizier des Orden von Oranien-Nassau mit den Schwertern (22-06-1892)[3]